# جورج دبليو. بلير
جورج دبليو. بلير (بالإنجليزية: George W. Blair)‏ هو سياسي أمريكي، ولد في 24 أغسطس 1921 في ستورجيس في الولايات المتحدة. حزبياً، نشط في الحزب الجمهوري. وقد انتخب عضو داكوتا الجنوبية البيت النواب.